# Serge Racine
Serge Racine (* 9. Oktober 1951) ist ein ehemaliger haitianischer Fußballspieler.

## Sportlicher Werdegang

### Vereinskarriere
Racine spielte von 1973 bis 1975 bei Aigle Noir AC. Nach der WM 1974 wurde man auf ihn aufmerksam und so wechselte er 1975 zu Wacker 04 Berlin, die sich damals in der 2. Bundesliga befanden. Nach Abschluss der Saison 1976/77 musste er mit seiner Mannschaft den Abstieg hinnehmen, schaffte aber in der darauffolgenden Saison den sofortigen Wiederaufstieg.
Doch in der Saison 1978/79 konnte der Klassenerhalt nicht erreicht werden und Racine stieg erneut mit Wacker 04 Berlin ab, nach dem Abstieg spielte er mindestens noch eine Spielzeit in der Berliner Oberliga und erreichte mit der Mannschaft das gegen BFC Preußen verlorene Finalspiel um den Berliner Landespokal 1979/80. Insgesamt bestritt er 60 Zweitligaspiele und erzielte dabei vier Tore für den Verein aus Berlin.

### Nationalmannschaft
Bei der WM 1974, der bisher einzigen Teilnahme in einer WM Haitis, war Racine im Kader, bei der 0:7-Niederlage gegen Polen wurde er zur zweiten Halbzeit eingewechselt. Gegen Argentinien, welches Haiti mit 4:1 verlor, stand er in der Anfangsformation und spielte durch.

## Erfolge
- Meister der Oberliga Berlin:

1978 mit Wacker 04 Berlin